# Dolichos pratensis
Dolichos pratensis är en ärtväxtart som först beskrevs av Ernst Meyer, och fick sitt nu gällande namn av Paul Hermann Wilhelm Taubert. Dolichos pratensis ingår i släktet Dolichos och familjen ärtväxter. Inga underarter finns listade i Catalogue of Life.